# Sclateria
Genre
Sclateria est un genre monotypique de passereaux de la famille des Thamnophilidés, originaires d'Amérique du Sud et de Trinité.

## Liste des espèces
Selon la classification de référence du Congrès ornithologique international (version 6.4, 2016) :
- Sclateria naevia — Alapi paludicole, Alapi petit-beffroi, Fourmilier des palétuviers (Gmelin, JF, 1788)
  - Sclateria naevia naevia (Gmelin, JF, 1788)
  - Sclateria naevia diaphora (Todd, 1913)
  - Sclateria naevia argentata (Des Murs, 1856)
  - Sclateria naevia toddi (Hellmayr, 1924)